# نفايات طبية

رمز نوع معدٍ من النُفايات الطبية.

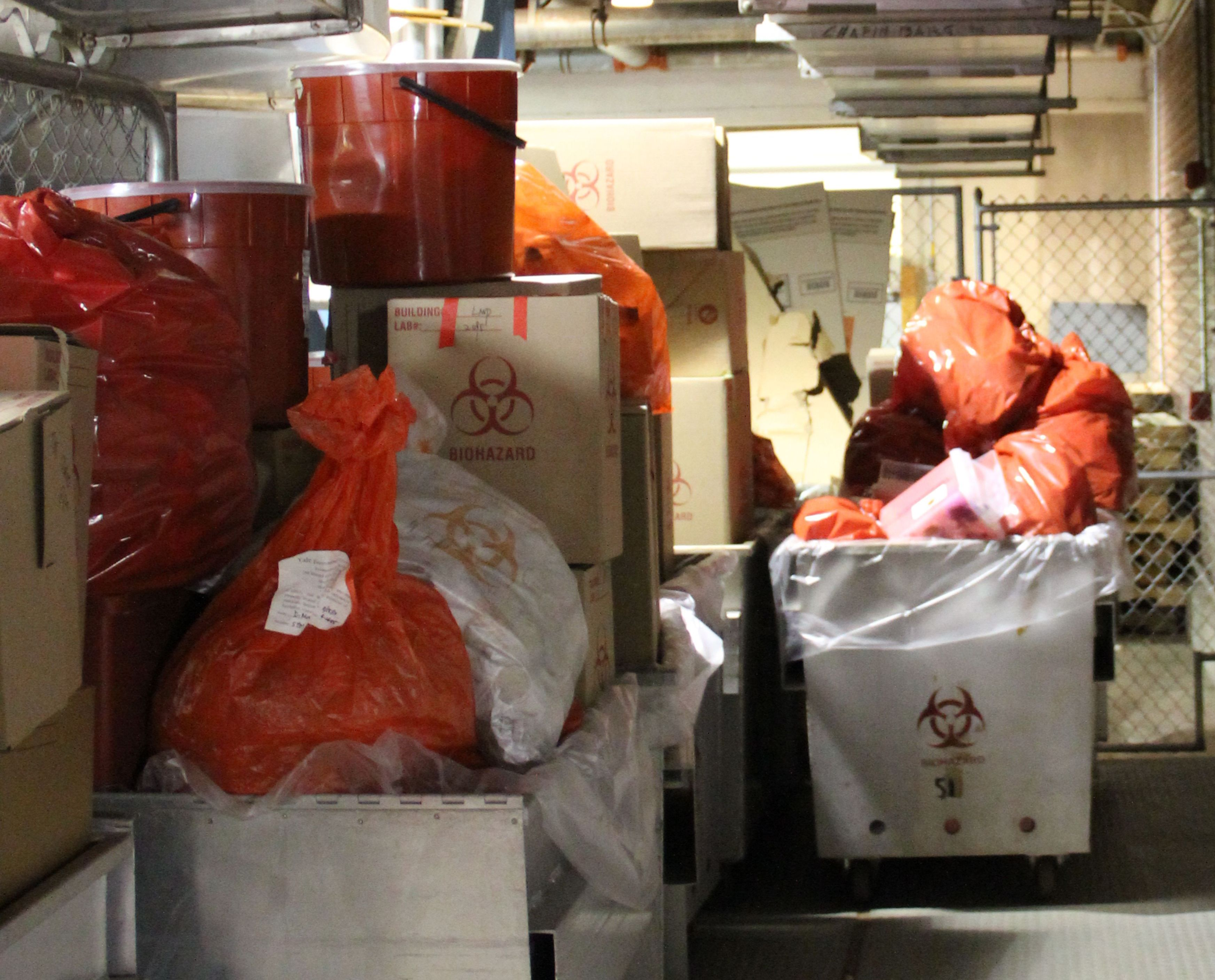
حاويات النفايات الطبية ،في اماكن تجمعها في انتظار عملية المعالجة.

النفايات الطبية هي النفايات التي من المحتمل أن تكون معدية أو قابلة للتحلل. النفايات الطبية قد تشتمل على النفايات الناتجة من منشأ طبي أو مختبر، والنفايات الناتجة من مراكز ومختبرات الأبحاث التي تحتوي على الجزيئات الحيوية أو الكائنات العضوية التي لا يسمح باطلاقها بالبيئة. كما هو موضح ادناه، وتعتبر الأدوات الحادة [الإنجليزية] من النفايات الطبية التي يجب التخلص منها سواء كانت ملوثة أو لا، وذلك نظرا لامكانية تلوثها بالدم وتسببها بالجروح أثناء اتلافها بطريقة غير صحيحة وبشكل غير سليم. والنفايات الطبية هي نوع من النفايات البيولوجية [الإنجليزية].

إجمالي حجم إنتاج النفايات الطبية في كغم لكل سرير في المنطقة تأسست في عام 1997 وفقا لبيانات من WHO5
7-10
3-6
3
1.8-2.5
1.4-2
1.3-3

النفايات الطبية قد تكون صلبة أو سائلة، ومن الامثلة على النفايات الطبية المعدية الدم الملوث والادوات الحادة والمجموعات الحيوية الدقيقة غير المرغوب بها واجزاء من الجسم تم التخلص منها وغيرها من الانسجة البشرية والحيوانية، والضمادات والقفازات المستخدمة وغيرها من الادوات الطبية التي قد تكون تعرضت للاتصال المباشر مع الدم أو سوائل الجسم. ونفايات المعامل التي تظهر أحد الخصائص المذكورة اعلاه، والنفايات الحادة تشمل على الإبر والمشارط و المبضعات الملوثة سواء مستخدمة أو غير مستخدمة التي تم التخلص منها، وغيرها من الادوات القادرة على اختراق الجلد.
النفايات الطبية تنتج من المصادر والأنشطة الطبية والبيولوجية، مثل التشخيص، الوقاية، والعلاج. من أكثر الأماكن شيوعًا بإنتاج مثل هذه النفايات المستشفيات، والعيادات الصحية ودور العجزةومختبرات الأبحاث الطبية وعيادات الأطباء البيطريين وعيادات الأسنان والرعاية الصحية المنزلية و بيوت الدفن [الإنجليزية]. في المؤسسات الطبية يطلق على النفايات اسم النفايات الطبية أو النفايات السريرية النفايات الطبية تتميز عن غيرها من النفايات العادية أو النفايات العامة، كما انها تختلف عن أنواع النفايات الخطرة مثل النفايات الكيميائية والنفايات المشعة أو النفايات الصناعية. المؤسسات الطبية تنتج النفايات الخطرة الكيميائية منها والمشعة. في حين أن بعض هذه النفايات في العادة غير معدية، ولكن تتطلب طريقة سليمة للتخلص منها. بعض النفايات تعتبر مضاعفة الخطورة، مثل عينات الأنسجة المحفوظة في الفورمالين.

## الخطر على صحة الإنسان

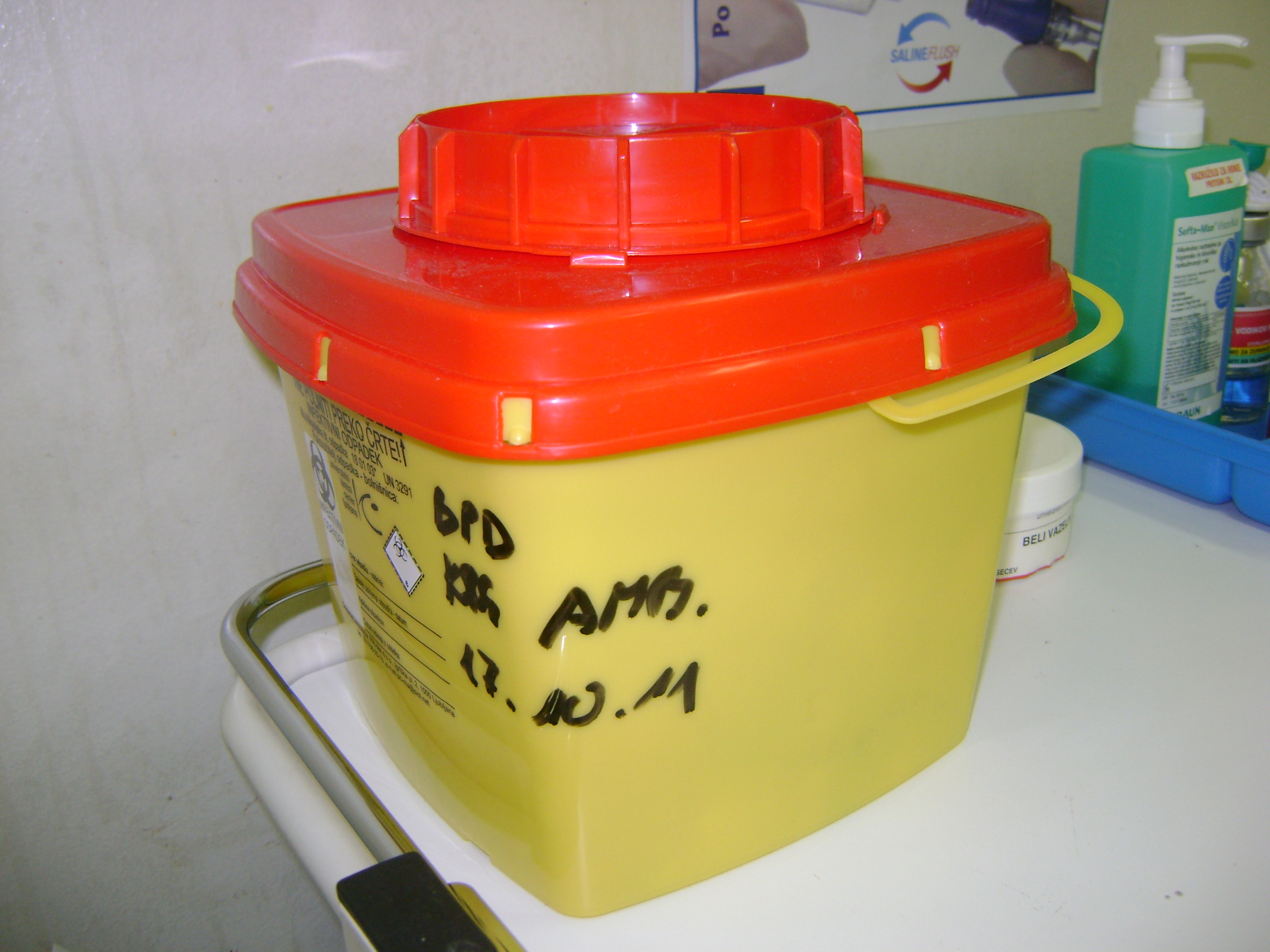
حاوية الادوات الحادة (للإبر)

التخلص من هذه النفايات هو شأن بيئي ،فالعديد من النفايات الطبية تقع تحت تصنيف الخطرة أوالمعدية والتي قد تؤدي إلى العديد من الامراض المعدية.
توصل تقرير الوكالة الامريكية الصادر عام 1990 للمواد السامة وسجل الامراض إلى ان عامة الناس من غير المحتمل تأثرهم سلبا من النفايات الطبية الناتجة من مجال الرعاية الصحية التقليدية. ووجد، مع ذلك، ان النفايات الطبية من هذا المجال قد تؤدي لوقوع الاصابات والتعرض للمخاطر لدى الاطباء والممرضين وجميع العاملين بمؤسسات الرعاية الصحية عن طريق الاتصال مع النفايات الطبية الناتجة من النشاط المهني. وعلاوة على ذلك، هناك فرصة لعامة الناس للتعرض لخطورة هذه النفايات مثل التعرض للإبر المسنخدمة بصورة غير مشروعة خارج مؤسسات الرعاية الصحية أو في حالات الرعاية الصحية المنزلية.

## الإدارة
يجب ان تتم عملية الإدارة والتخلص من النفايات الطبية بشكل صحيح وذلك لحماية البيئة، والناس العامة، والعاملية وخصوصا العاملين في الرعاية الصحية والمرافق الصحية الذين هم أكثر عرضة لخطر النفايات الطبية باعتبارها خطرا مهنيا. وتشمل عملية إدارة النفايات الطبية على عدة خطوات انتاجها، تجميعها، تدبيرها وتخزينها، معالجتها، نقلها واخيرا التخلص منها.

### في الموقع VS خارج الموقع

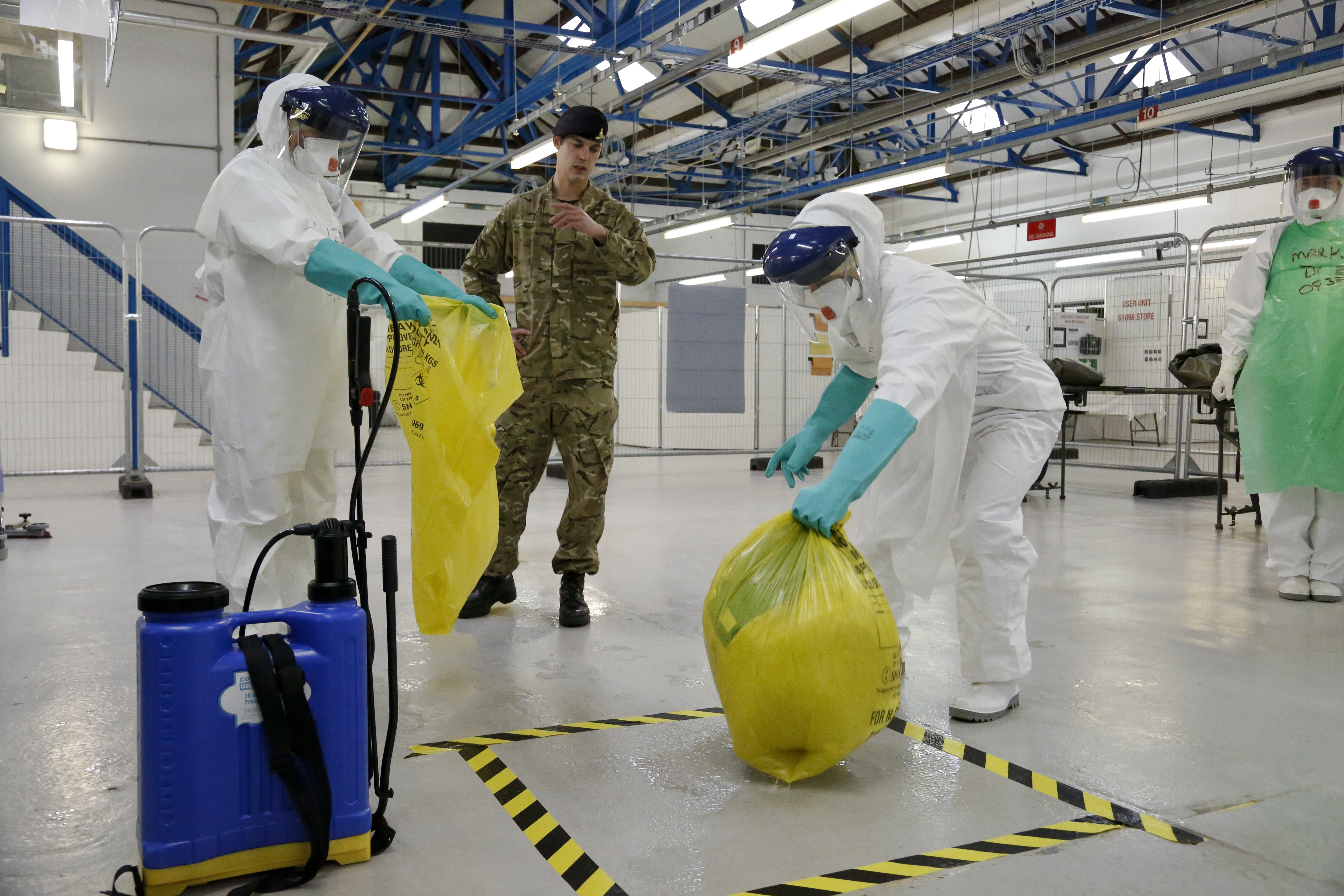
يتم تدريب هؤلاء العاملين في الرعاية الصحية للتعامل مع النفايات الملوثة بأمان قبل أن يتم تعيينه.

تتم عملية التخلص من النفايات خارج الموقع، في منطقة تختلف عن المنطقة التي تم فيها إنتاج هذه النفايات. أما عملية معالجة النفايات فتتم في الموقع أو خارجه. تتم عملية المعالجة داخل الموقع للكميات الكبيرة من النفايات الطبية وعادة ما تتطلب هذه العملية معدات باهظة الثمن نسبيا، وعموما يتم تشغيل هذه المعدات في المستشفيات الكبيرة جدا والجامعات الكبرى، الذين لديهم مساحة، والميزانية الكافية لتشغيل هذه المعدات. عملية المعالجة والتلخص من النفايات خارج الموقع تتضمن تعاقد مع خدمة التخلص من النفايات الطبية (وتسمى أيضا خدمة الشاحنات) التي تمتلك موظفين مدربين على جمع وسحب النفايات في حاويات خاصة (عادة تكون عبارة عن صناديق من الورق المقوى، أو صناديق من البلاستيك المعاد استخدامه) للعلاج في مؤسسة أو منشأة مصمم للتعامل مع النفايات الطبية.

### الإنتاج والتجميع
يجب جمع النفايات الطبية في حاويات مانعة للتسرب وقوية بما في الكفاية لمنع حدوث كسر فيها اثناء المناولة. يتم طباعة رمز الخطر البيولوجي على الحاويات وغالبا ما يتم أيضا استخدام حاويات باللون الاحمر.ويتم التخلص من الاداوت الحادة بجمعها بحاويات خاصة غالبا ما تدعى بصناديق الإبر.
عملية ادراة النفايات الطبية تتطلب معدات خاصة وذلك لتبية معايير السلامة
OSHA 29CFR1910.1450  و EPA40CFR264.173.
المعدات الموصى بها والتي يجب توافرها كحد ادنى تشمل على غطاء الدخان والحاويات الابتدائية والثانوية وذلك لمنع الحمولة الزائدة من التسرب.حتى تحت غطاء الدخان هناك حاويات تحتوي على ملوثات كيميائية يجب ان تبقى مغلقة عندما لا تكون قيد الاستعمال.عادة ما يتم ابقاء غطاء بعض الحاويات مفتوح وبذلك يسمح للمواد الكيميائية بالتبخر في الغلاف الجوي المحيط بها، والتي يتم استنشاقها بعد ذلك من قبل العاملين في المختبرات. لحماية صحة وسلامة العاملين وكذلك المدنين المجاويين لبيئة العمل هذه، لا بد من إدارة النفايات والمعدات بالطريقة المناسبة، مثل استخدام غطاء بيركل في أوروبا، ويجب ان تستخدم في أي قسم يتعامل مع النفايات الكيميائية.

### المناولة والتدبير
تشير عملية المناولة النقل اليدوي للنفايات الطبية من اماكن انتاجها، تجمعها، تخزينها واماكن معالجتها داخل المؤسسة.ويجب على العاملين الذين يتعاملون مع النفايات الطبية مراعاة الاحتياطات القياسية.

### المعالجة
الهدف من معالجة النفايات الطبية هو الحد أو القضاء على مخاطر النفايات.يوجد عدة طرق للمعالجة يمكنها ان تحقق اهداف هذه العملية.
غالبا ما يتم حرق النفايات الطبية.ويتم قيلس كفاءة عملية الحرق بمقدار القضاء على مسببات الامراض والادوات الحادة.
ويمكن معالجة النفايات أيضا باستخدام جهاز التعقيم.يستخدم جهاز التعقيم البخار والضغط لتعقيم النفايات أو للحد من تأثيرها الميكروبيولوجي غلى المستوى الذي يمكن عنده التخلص منها بشكل امن. العديد من المؤسسات الرعاية الصحية بشكل روتيني تستخدم جهاز التعقيم لتعقيم المعدات الطبية.في بعض الحالات يتم استخدام نفس الجهاز لغرض تعقيم المعدات ومعالجة النفايات وفي هذه الحالة يجب استخدام ضوابط ادارية لمنع تلويث المعدات بالنفايات.وتشمل هذه الضوابط على عمليات التدريب، واجراءات صارمة واوقات منفصلة لعملية المعالجة وفصلها عن التعقيم.
يمكن معالجة 1-10% من النفايات الطبية إذا كانت من السوائل وبكميات قليلة، باستخدام المحاليل الكيميائية مثل محلول هيدروكسيد الصوديوم والمطهرات الكيميائية الأخرى وذلك اعتمادا على خصائص النفايات. وتشمل طرق المعالجة الأخرى على العلاج بالحرارة، واستخدام المحاليل القاعدية، أو الموجات الدقيقة. في اجهزة التعقيم والانظمة المستخدمة لموجات الدقيقة، يمكن استخدام تقنية تقطيع النفايات أو تمزيقها كخطوة اخيرة في معالجة النفايات التي لا يمكن التعرف على نوعها.

## التنظيم والإدارة حسب البلد

الرمز الدولي للخطر البيولوجي.

### المملكة المتحدة البريطانية
في بريطانيا، النفايات الطبية وطرق التعامل معها منظمة جدا. التشريع المعمول به يتضمن قانون حماية البيئة 1990(الجزء الثاني) ،وانظمة ترخيص إدارة النفايات 1994، ونظام النفايات الخطرة (إنجلترا وويلز) 2005، وكذلك انظمة النفايات الخاصة في اسكتلندا.

### الولايات المتحدة الأمريكية
في الولايات المتحدة، عادة ما تنظم النفايات الطبية الحيوية كنفايات حيوية. في 1988 اصدرت الحكومة الفيدرالية الأمريكية قانون تتبع النفايات الطبية [الإنجليزية] التي وضعت معايير لتنظيم حكومي من اجل النفايات الطبية. وبعد انتهاء قانون 1991، قدمت الولايات المسؤولية لتنظيم القوانين المتعلقة بالتخلص من النفايات الطبية.وجميع الولايات الخمسين تتفاوت في انظمتها من حيث وجود انظمة وقوانين صارمة.
بالإضافة إلى معالجة النفايات الطبية بالموقع، يوجد هناك شركات متخصصة للتخلص من النفايات الطبية خارج الموقع أو خارج المؤسسة الصحية. يتم استخدام خيار الإلكتروني للاتصال مع الشركات التي تقوم بالتخلص من هذه النفايات، ويتم شحن النفايات عبر الخدمة البريدية بدلا من النقل عن طريق متعهد النقل الخاص. في حين تتوفر حاليا في جميع الولايات الخمسين، الخدمة الالكترونية للفايات الطبية بشكل محدود وذلك لصرامة الانظمة البريدية ( أي يجب ان تتم الموافقة على عملية جمع ونقل الحاويات عن طريق الخدمة البريدية) ومتوفرة فقط في عدد قليل من الشركات.

### الهند
قانون النفايات الطبية في الهند 1998 والتعديلات التي صدرت من اجل تنظيم ادراة النفايات الطبية.وكل مجلس مكافحة التلوث في كل مدينة مسؤول عن تطبيق وتنفيذ التشريع الجديد.
هناك عدد كبير من طرق التخلص من النفايات في الهند، لكن معظمها ضار بدلا من الحصول على الفائدة منه.إذا كان هناك سوائل الجسم ضمن النفايات، نحتاج لحرقها أو لوضعها باجهزة التعقيم. على الرغم من هذا هو اللاسلوب الصحيح، إلا ان معظم المؤسسات الصحية تفشل في تتبع القوانين والانظمة. وكثيرا ما يتم إلقائها بالمحيطحيث يتم غسلها على الشاطئ في نهاية المطاف، أو في المدافن بسبب الفرز غير الصحيح لهذه النفايات منذ البداية عند وجودهافي المؤسسة الصحية. التخلص غير الصحيح من النفايات ممكن ان يؤدي الي العديد من الامراض في الحيوانات فضلا عن البشر. على سبيل المثال، الحيوانات، مثل الابقار في بونديشيري في الهند، التي تستهلك النفايات الطبية، وفي النهاية يمكن نقل العدوى إلى الإنسان عن طريق اكل لحوم هذه الابقار.
قامت العديد من الدرسات على أخذ مكان في ولاية غوجارات في الهند، على دراسة الجانب المعرفي للعاملين في المؤسسات الصحية كالمستشفيات ودور العجزة وبيوت الرعاية. وقد تبين ان 26% من الاطباء و43% من الموظفين مدركيين للمخاطر المتعلقة بالنفايات الطبية الحيوية.وبعد النظر على نطاق واسع في المؤسسات المختلفة، وجد ان العديد منهم غير متطور في مجال النفايات الطبية والتعامل معها. والقوانين والانظمة في الهند تعمل بشأن النفايات الطبية الحيوية (الإدارة والتعامل) من 1998 ، حتى الآن تم العثور على العديد من مؤسسات الرعاية الصحية تقوم بفرز النفايات بطريقة خاطئة. في جميع انحاء العالم، هناك الوان حقائب محددة، وصناديق وتسميات موصى بها لكل نوع من النفايات. على سبيل المثال، الضمادات والإبر والضمادات المتسخة بالدم يجب التخلص منها جيعها في الحقائب أو الصناديق ذات اللون الاحمر، حيث سيتم لاحقا حرقها.

## أنواع المخلفات الطبية
مخلفات المواد الحادة
كل مادة حادة يراد التخلص منها بعد العناية بالمريض، من مخلفات إبر الحقن وإبر الخياطة والمشارط والزجاج المكسور الملوثة بدم وسوائل المرضى، وعبوات الزجاجية المستخدمة في التطعيم.
مخلفات المواد الكيماوية
كل بقايا المواد الكيماوية السائلة المستخدمة في المراكز الصحية، مثل المطهرات ومواد التعقيم المستخدمة لتنظيف جروح المرضى أو مواد المطهرات المستخدمة لتظيف الأجهزة الجراحية أو لتنظيف الأسطح، المذيبات والأصباغ المستخدمة في معامل الباثولوجي والكيماويات والمحاليل المنتهية الصلاحية أوسيئة التخزين بمعامل التحاليل والصيدلاية، وبقايا الدهانات والاصباغ والزيوت بأقسام الصيانة والحركة.
المخلفات الباثولوجية
هي مخلفات أنسجة وبقايا بشرية، مثل مخلفات أنسجة الرحم في قسم الولادة ومخلفات العمليات من أعضاء الجسم المستأصلة، مخلفات المرافق لإجراء العمليات من دم وسوائل أخرى، عينات بشرية في معمل الباثولوجي.
مخلفات المواد المشعة
كل مادة يراد التخلص منها ملوثة بمواد مشعة خلال الكشف أو المعالجة، مثل بعض المواد المشعة التي تستخدم لعلاج الأمراض السرطانية أو الادوات المستخدمة للكشف عن تلل الأمراض.
المخلفات الصيدلانية
كل بقايا المنتجات الصيدلانية المنتهية الصلاحية، الغير مستخدمة، أو الملقات على الأرض أو الملوثة، مثل الأدوية واللقاحات ومحتويات البلازما الغير مطلوبة أو زجاجات الفارغة أو علب الكرثون المحتوية على بقايا تلك الأدوية، قفازات والكمامات والانابيب البلاستيكية المستخدمة في توصيل تلك الأدوية.
المخلفات السامة ذات الاضرار الجينية على البيئية
كل المواد السامة ذات تاثير جيني عل البيئية المحيطة من حيث أحداث طفرات جينية، تشوهات، أو تكوين خلايا سرطانية، مثل بقايا بعض الأدوية المستخدمة في أقسام علاج الأورام الموجودة في براز أو بول أو قيء المريض المعالج وهذه المواد لها المقدرة لوقف نمو وقتل أنواع من الخلايا البشرية السرطانية، وتعطى أيضا للمرضى المزروع لهم عضو جديد لتقليل من مناعتهم.
المخلفات المحتوية على المعادن سامة
بقايا مخلفات محتوية على مواد سامة جدا، مثل الزئبق عندما يتسرب من تكسر بعض الأجهزة الطبية والكدميوم الموجود ببطاريات المرمية بعد الاستعمال وبعض الادوات المحتوية على معدن الرصاص بأقسام التشخيص والأشعة.
مخلفات اسطونات الغاز المضغوط
هناك عدة أنواع من الغازات المستخدمة في الصحة، بعض منه مخزن في أسطوانات يمكن أعادة استخدامها والبعض الخر مخزن في علب مضغوطة ترمى بعد انتهاها مثل غاز الضحك والاكسجين وبعض غازات التعقيم في صالة العمليات والهواء المضغوط في المعامل وبعض أجهزة العلاج وقسم الصيانة.

## أقرأ أيضاً
- مخلفات الإنسان
- لائحة في مواضيع تخص إدارةالمخلّفات [الإنجليزية]
- ترميد المخلّفات
- المحرَقة المُتَحَرِّكة
- لائحة في أنواع المُخَلّفات [الإنجليزية]
- إحتياطات عالمية [الإنجليزية]